# William Cobbett
William Cobbett (Farnham, 9 de março de 1763 — 18 de junho de 1835) foi um gramático, jornalista, político e naturalista britânico. Durante a adolescência, seguiu a carreira militar e por isso passou um tempo em Halifax, licenciando-se no exército em 1791. Entre 1792 e 1800, viveu nos Estados Unidos, quando se casou em Woolwich com Anne Reid.
Escreveu O amigo do soldado (1792) como uma crítica e protesto contra os baixos salários e maus tratos aos soldados alistados no exército britânico, e fugiu para França em março do mesmo ano da publicação desta obra para evitar represálias e aprender a língua francesa.No entanto, voltou aos Estados Unidos e  estabeleceu-se em Wilmington, onde seguiu publicando outras obras com o pseudônimo de Peter Porcupine enquanto sobrevivia como professor de inglês e francês.
Foi um precursor dos cartistas ao defender o sufrágio universal e a melhoria das condições de vida dos trabalhadores. Foi um crítico do imperialismo no livro "Pereça o Comércio" (1806). Influenciou Karl Marx que se referiu a Cobbett como o "maior escritor político da Inglaterra no Século XIX".

## Bibliografia

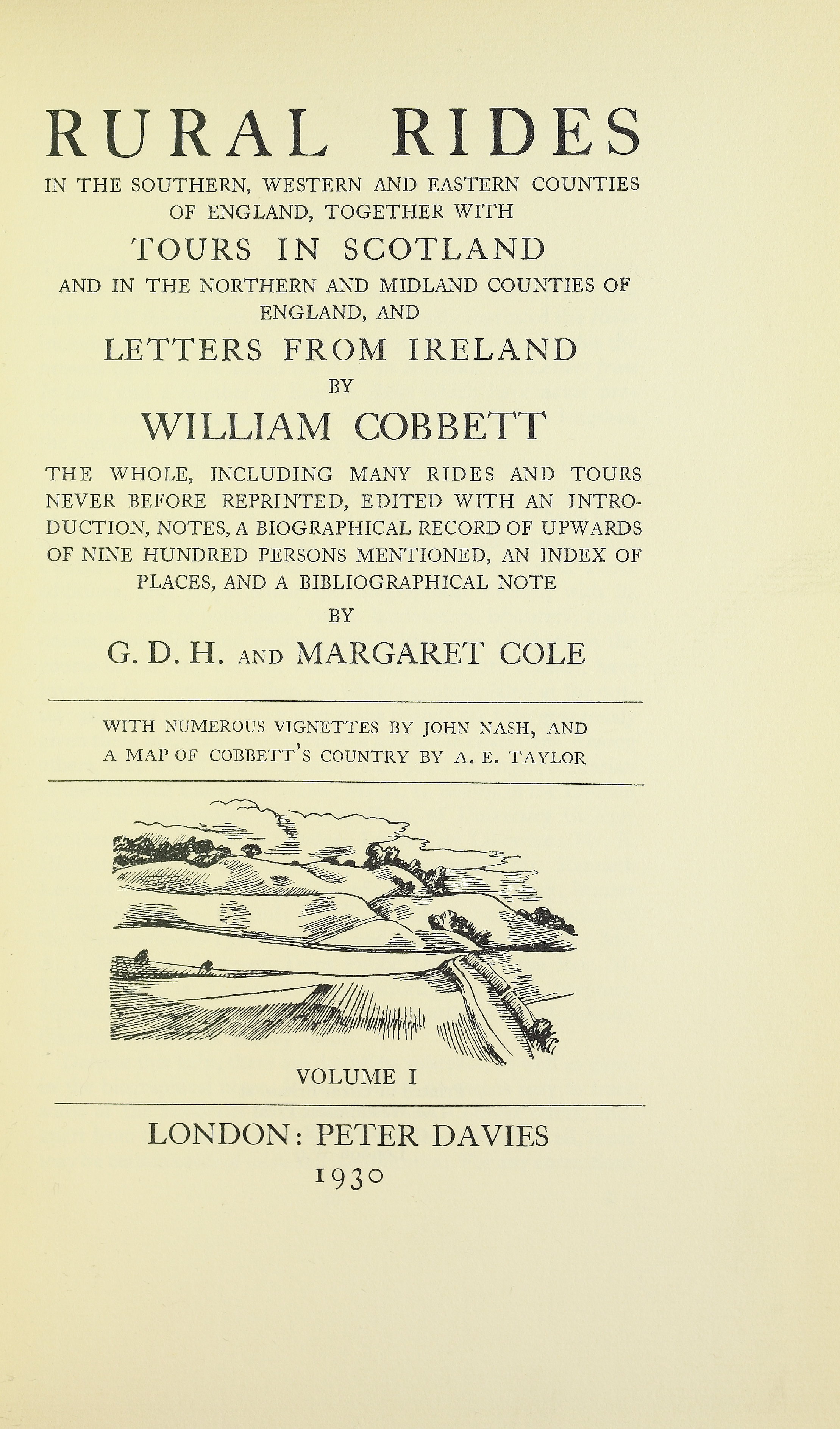
Rural rides in the southern, western and eastern counties of England, 1930